# Максименко Анна Олександрівна
А́нна Олекса́ндрівна Макси́менко (* 2007) — українська фехтувальниця; призерка чемпіонатів світу і Європи.

## З життєпису
Народилась 2007 року у місті Львів. Близько трьох років займалася народними танцями; фехтуванням зацікавили діти, які мешкали в її дворі. Попросила маму дозволити також спробувати. У віці 9 років пішла займатися до Львівської академії фехтування. Тренери — Зоряна Семеряк та Андрій Орликовський. У віці 16 років виграла жіночий чемпіонат України.
2018 року дебютувала на міжнародному юніорському турнірі «Challenge Wratislavia» у Вроцлаві (Польща), здобувши бронзову медаль у вправах з індивідуальною шпагою.
2021 року виграла срібну медаль на Кубку Будапешта (Угорщина) в командних змаганнях. Того ж року отримала золото в індивідуальних змаганнях на турнірі «Belgrade Open» (Сербія).
2022 року дебютувала на кадетському чемпіонаті світу в ОАЕ; здобула срібло.
У 2023 році на чемпіонаті Європи здобула у кадетській категорії дві бронзи (особисту і командну). В тому ж році вдалося здобути бронзу вже у старшій категорії — на юніорському чемпіонаті світу.
14 грудня 2024 року стала переможницею Кубка світу з фехтування на шпагах серед юніорів в іспанському Бургосі в особистих змаганнях. В грудні того ж року перемогла у Всеукраїнських змаганнях найсильніших з фехтування на шпагах пам'яті Заслуженого тренера України Сергія Вачкова в Києві. Спортсменка Львівщини-2024.
5 січня 2025 року здобула золоту медаль на етапі юніорського Кубка світу з фехтування на шпагах, який проходив в італійському Удіне.
Від 2024 року працює в Прикордонній службі України спортсменом-інструктором. Навчається у Львівському державному університеті фізичної культури імені Івана Боберського[джерело?].
17 березня 2025 року 17-річна Анна Максименко стала переможницею Гран-прі з фехтування на шпагах в угорському Будапешті. В поєдинку за "золото" українська фехтувальниця подужала олімпійську чемпіонку Парижа-2024 в командній першості італійку Джулію Ріцці (12:11).

## Державні нагороди
- Орден княгині Ольги III ст. (27 червня 2025) — за значні заслуги у зміцненні української державності, мужність і самовідданість, виявлені у захисті суверенітету та територіальної цілісності України, вагомий особистий внесок у розвиток різних сфер суспільного життя, відстоювання національних інтересів нашої держави, сумлінне виконання професійного обов’язку[6]